# Peugeot 204
Peugeot 204 är en framhjulsdriven småbil från Peugeot tillverkad 1965–1976. Konstruktionen var modern med framhjulsdrift och motor med överliggande kamaxel. Växellådan låg i oljetråget och delade olja med motorn.
Modellen fanns i ett ganska stort karossutbud, allt från 4-dörrars sedan till 2-dörrars skåpbil. Den närbesläktade Peugeot 304, som var en vidareutvecklad 204 med aningen större motor och förlängt bakparti, tillverkades parallellt med 204 under flera år. När dessa slutade tillverkas fanns ingen direkt ersättare, utan köpare fick välja mellan den mindre Peugeot 104 och den större 305. 

## Motor och kraftöverföring
204 hade som första Peugeot tvärställd motor och framhjulsdrift. Motorerna tillverkades av aluminium, och fanns både som bensin- och dieselversion. 
Växellåda och differential var placerade rakt under motorblocket, vilket gjorde att hela drivpaketet tog liten plats.
204 var också första modellen från Peugeot som hade skivbromsar på framhjulen.